# Taşağıl, Manavgat
Taşağıl là một thị trấn thuộc huyện Manavgat, tỉnh Antalya, Thổ Nhĩ Kỳ. Dân số thời điểm năm 2011 là 4.361 người.